# Episodi di Miami Vice (terza stagione)
La terza stagione della serie televisiva Miami Vice, composta da 24 episodi, fu trasmessa negli Stati Uniti dal 26 settembre 1986 all'8 maggio 1987, sulla rete televisiva NBC. I due episodi Red Tape e Heroes of the Revolution sono inediti in Italia.
In Italia la serie fu mandata in onda da Rai 2 dal 26 settembre 1986 all'8 maggio 1987.
| nº | Titolo originale                | Titolo italiano                    | Prima TV USA      | Prima TV Italia |
| -- | ------------------------------- | ---------------------------------- | ----------------- | --------------- |
| 1  | When Irish Eyes Are Crying      | Gli irlandesi                      | 26 settembre 1986 |                 |
| 2  | Stone's War                     | La guerra privata di Stone         | 3 ottobre 1986    |                 |
| 3  | Kill Shot                       | Colpo secco                        | 10 ottobre 1986   |                 |
| 4  | Walk-Alone                      | Spiriti solitari                   | 17 ottobre 1986   |                 |
| 5  | The Good Collar                 | Scuole pericolose                  | 24 ottobre 1986   |                 |
| 6  | Shadow In The Dark              | Ombra nel buio                     | 31 ottobre 1986   |                 |
| 7  | El Viejo                        | Il vecchio                         | 7 novembre 1986   |                 |
| 8  | Better Living through Chemistry | Cocaina sintetica                  | 14 novembre 1986  |                 |
| 9  | Baby Blues                      | Bambini colombiani                 | 21 novembre 1986  |                 |
| 10 | Streetwise                      | Una vita sprecata                  | 5 dicembre 1986   |                 |
| 11 | Forgive Us Our Debts            | Rimetti a noi i nostri debiti      | 12 dicembre 1986  |                 |
| 12 | Down For The Count - Part 1     | Una storia di boxe (prima parte)   | 9 gennaio 1987    |                 |
| 13 | Down For The Count - Part 2     | Una storia di boxe (seconda parte) | 16 gennaio 1987   |                 |
| 14 | Cuba Libre                      | Cuba libre                         | 23 gennaio 1987   |                 |
| 15 | Duty and Honor\The Savage       | Onore e dovere                     | 6 febbraio 1987   |                 |
| 16 | Theresa                         | Theresa                            | 13 febbraio 1987  |                 |
| 17 | The Afternoon Plane             | L'aereo del pomeriggio             | 20 febbraio 1987  |                 |
| 18 | Lend Me An Ear                  | La voce della coscienza            | 27 febbraio 1987  |                 |
| 19 | Red Tape                        | (inedito in Italia)                | 13 marzo 1987     |                 |
| 20 | By Hooker By Crook              | Una signora tanto per bene         | 3 aprile 1987     |                 |
| 21 | Knock Knock...Who's There?      | Toc toc chi è?                     | 27 marzo 1987     |                 |
| 22 | Viking Bikers From Hell         | Motocicletta dall'inferno          | 3 aprile 1987     |                 |
| 23 | Everybody's In Showbiz          | Una vita per il teatro             | 1º maggio 1987    |                 |
| 24 | Heroes of the Revolution        | (inedito in Italia)                | 8 maggio 1987     |                 |

## La voce della coscienza
- Titolo originale: Lend Me An Earg
- Diretto da: Sigmund Neufeld Jr.
- Scritto da: Abby Mann, Peter S. Fischer, Selwyn Raab
- Interpreti: Don Johnson -Detective James Crockett, Philip Michael Thomas - Detective Ricardo Tubbs, Saundra Santiago - Detective Gina Calabrese, Michael Talbott - Detective Stan Switek, Olivia Brown - Detective Trudy Joplin, Edward James Olmos - Lieutenant Martin Castillo, John Glover - Steve Duddy, Martin Ferrero - Izzy Moreno, Neith Hunter - Trace, Anthony Holyen - McGregor, Yorgo Voyagis - Alexander Dykstra, James Finnerty - Leon, Julio Oscar Mechoso - Coroner Examiner Tommy

### Trama
Un trafficante straniero viene tenuto sotto controllo dalla polizia. Sospettano traffico di droga. Per riuscire ad avere prove utilizzeranno microspie ambientali e intercettazioni telefoniche. Si scoprirà che un ex agente di polizia, specializzato in intercettazioni fa il doppio gioco.